# Tatort: Das goldene Band
Das goldene Band ist ein Fernsehfilm aus der Kriminalreihe Tatort der ARD, des SF und des ORF. Der Film wurde für den Norddeutschen Rundfunk produziert und am 16. Dezember 2012 erstmals ausgestrahlt. Es handelt sich um die 854. Tatort-Folge; für Kriminalhauptkommissarin Charlotte Lindholm, alias Maria Furtwängler, vom LKA Hannover ist es ihr 21. Fall, der an ihren 20. Fall Wegwerfmädchen anschließt, wo den Hintermännern der grausamen Taten ihre Schuld nicht nachgewiesen werden konnte.

## Vorgeschichte
Charlotte Lindholm erzählt Carla Prinz, dass sie Koschnik bis heute nicht habe nachweisen können, dass er vor etwas mehr als sechs Wochen zehn junge Frauen als Zwangsprostituierte aus Belarus zu einer Party für eine Handvoll Männer der hannoverschen Upperclass zum Nachtisch habe einfliegen lassen. Mindestens zwei von ihnen seien vergewaltigt und schwer misshandelt worden. Littchen habe gestanden, dass er die Frauen betäubt und auf den Müll geworfen habe. Eine, Greta Kubina, sei tot und die andere, ihre Cousine Larissa Pantschuk, habe wie durch ein Wunder überlebt. Sie wisse aber, dass Littchen nur die Aufräumarbeiten für die feinen Herren erledigt habe.

## Handlung

### Fall
Kriminalhauptkommissarin Charlotte Lindholm betrachtet nachdenklich Bilder von Greta Kubina und Larissa Pantschuk. Ihre Gedanken gehen zurück zu ihrem letzten Fall, der mit der Festnahme Wolfram Littchens so unbefriedigend endete. Littchen hatte gestanden, die 16-jährige Greta im Streit getötet zu haben. Littchen genießt in der JVA Langenhagen zahlreiche Vergünstigungen, die ihm durch Uwe Koschnik, den Präsidenten des Rockerclubs „Hunnen“, verschafft werden. Er erpresst Koschnik mit seinem Wissen über die Vorgänge auf der Party, bei der Greta Kubina ums Leben kam. Kurz darauf ist er tot. Im Gefängnis trifft Lindholm auf Kriminalhauptkommissarin Carla Prinz, die mit dem Mordfall Littchen befasst ist. Prinz geht von einem Racheakt aus, da Littchen seine Mitgefangenen aufs Übelste misshandelt und herumkommandiert habe. Es ist offensichtlich, dass in Littchens Zelle fieberhaft nach etwas gesucht worden ist. Lindholm bekommt von einem gewissen Marko einen Chip zugespielt, den dieser als eine Art Lebensversicherung für Littchen verwahren sollte. Später offenbart Lindholm Carla Prinz die Einzelheiten des gesamten Falls. Auf die Frage von Prinz, warum sie denn diese prominenten Mitbürger nicht zur Rechenschaft gezogen habe, antwortet Lindholm, dass sie den Ort, an dem gefeiert wurde, nie gefunden und auch die Identität der Männer nicht habe nachweisen können. Nachdem die beiden Kommissarinnen sich anfangs durch gegenseitiges Misstrauen ausbremsen und in ihrer Arbeit behindern, finden sie bald zueinander und ergänzen sich geschickt bei den Ermittlungen.
Bei dem sichergestellten Chip handelt es sich um einen GPS-Chip aus einem Navigationsgerät. Darauf befinden sich auch die Daten vom 6. März, dem Tag der verhängnisvollen Party. Durch die Aufzeichnungen lässt sich einwandfrei belegen, dass Littchen im „Auenschlösschen“ war, dem Ort der Party, und auch, wo er sonst noch mit dem Auto war. Das „Auenschlösschen“ ist im Besitz des Immobilientycoons Hajo Kaiser. Littchens Aussage, die er zum Tod Gretas machte, ist damit widerlegt. Als Lindholm ein großes Plakat mit Kaisers Kopf sieht, erinnert sie sich, dass sie jenes von der Zeugenschutzwohnung aus, in die man Larissa gebracht hatte, bereits einmal gesehen hatte. Damals wusste sie nicht, worauf Larissa hinauswollte. Als Lindholm ihrem Chef, Stefan Bitomsky, die neuen Fakten vorlegt, um die Ermittlungen wieder aufnehmen zu können, erfährt sie von ihm, dass die verschwundenen acht Mädchen in den Emiraten tot aufgefunden worden seien. Sie seien betäubt worden und dann in einem Kühlcontainer erfroren. Bitomsky meint, er habe Charlotte emotional schützen wollen und sie deshalb nicht informiert.
Als Lindholm Kaiser aufsucht, der vor seinen Mitarbeitern gerade einen reißerischen Vortrag hält, stellt dieser ihr zu ihrer Überraschung Jan Liebermann als seinen Biograf vor. Jan, Charlottes Freund, erzählt ihr später, dass er die Biografie-Arbeit nur zum Schein angenommen habe, um besser in Kaisers Netzwerk eindringen zu können. Es gehe um Korruption im großen Stil: allein in Niedersachsen halte Kaisers Firma über 13.000 Wohneinheiten, die er sehr billig erworben habe und mit denen er bei einer in Kürze vorgesehenen Gesetzesänderung enormen Profit machen könne. Kaiser habe praktisch mitbestimmt, dass der Bestandsschutz für Sozialwohnungen aufgehoben werde. Als Jan ihr dann noch anvertraut, dass er auf der fraglichen Party gewesen sei, die er allerdings schon sehr zeitig zusammen mit Kaiser wieder verlassen habe, ist Charlotte mehr als überrascht, bittet ihn jedoch um eine offizielle Zeugenaussage. In seinem Hotelzimmer zeigt Jan ihr alle Unterlagen, die er bisher für seinen brisanten Artikel zusammengetragen hat. Darunter sind Fotos Klaus Rühmkopfs, des Vorsitzenden der Sachverständigenkommission im Wirtschaftsministerium und quasi Vater des Deregulierungsgesetzes, von Joachim Bohrmeisters, Chefarzt des Städtischen Klinikums, sowie von Rüdiger Corneley, Kaisers Bankier. Jan hält Corneley für die Schlüsselfigur. Er verteile die Millionen an Kaiser. Jan bittet Charlotte, seinen Namen solange aus der Sache herauszuhalten, bis er noch handfestere Beweise in der Hand habe. Mit Lindholms Hilfe gelingt es Jan, in Rüdiger Corneleys Laptop einen Trojaner zu installieren. Das ist bei den weiteren Ermittlungen sehr hilfreich und ermöglicht den Beamten, Mails und Gespräche zwischen Corneley und seinen Freunden abzuhören.
Als die Männer sich beim Italiener treffen, ist die Eintracht zwischen ihnen schon leicht gestört. Später lässt die Polizei Rühmkopf, der keinen Verdacht schöpft, in ein Alkoholmessröhrchen pusten, um an seine DNA zu kommen. Als kurz darauf Prinz anruft, dass man Larissa gefunden habe, fährt Lindholm zusammen mit Bitomsky zu ihr. Sie erlebt aber eine herbe Enttäuschung, da Larissa plötzlich nichts mehr von ihrer einstigen Aussage wissen will und alles widerruft. Lindholm kommt nicht mehr an sie heran, da man ihr einen „Ehemann“ besorgt hat und sie somit legal im Land ist und der Kommissarin kein Spielraum bleibt. Als es zwischen Bitomsky und Lindholm zu einer Verstimmung kommt, bleibt die Kommissarin allein zurück und geht noch einmal in die Rotlichtbar und schafft es, Larissas „Ehemann“ kurz auszuschalten. Larissa zeigt ihr aufgeregt ihren Pass und wiederholt immer wieder „Papiere in Ordnung“, wobei sie auf das Foto ihres Sohnes tippt und „Verstehen?“ fragt. Lindholm wird schlagartig klar, dass man das Kind gegen Larissa als Druckmittel einsetzt. Deshalb ihre beharrliche Weigerung, auszusagen.
Liebermanns Unterlagen und alles, was er geschrieben hat, auch die Kopie im Redaktionsserver, sind verschwunden. Bei Rühmkopfs DNA wurde eine 99,9-prozentige Übereinstimmung mit den an Greta Kubina gesicherten Spuren festgestellt. Rühmkopf hatte Verkehr mit dem Opfer. „Natürlich“, meint Charlotte, „deshalb haben sie alle dichtgehalten, weil sie alle sein Gesetz gebraucht haben: Kaiser für seine Immobilien, Corneley, um die Kredite an Kaiser zu rechtfertigen. Die haben alle billigend in Kauf genommen, dass die Frauen weggeworfen wurden. Aber Larissa Pantschuk wird solange nicht aussagen, wie ihr Sohn Boris in Gefahr ist.“ Bitomsky entbindet Charlotte von dem Fall, da sie mit Mitteln gearbeitet habe, die er nicht billigen könne. Charlotte packt daraufhin ihre Reisetasche und will Boris nach Hannover holen. In Larissas Heimatstadt muss sie feststellen, dass der örtliche Polizist ebenfalls korrupt und in die Vorgänge mit den Models verstrickt ist. Sogar Larissas Vater weiß von den Vorgängen. In einer für Lindholm bedrohlichen Situation stellt er sich jedoch schützend vor die Kommissarin und wird daraufhin vom Ortspolizisten mit einem Kopfschuss getötet. Als er auch Lindholm erledigen will, ist Jan Liebermann, der eine ähnliche Idee wie die Kommissarin hatte, gerade im richtigen Moment da. Der korrupte Polizist wird von beiden mit seinen eigenen Handschellen gefesselt. Zusammen mit Boris entkommen sie im Polizeiwagen. Sie bekommen noch mit, dass im Ort bereits wieder Model-Wettbewerbe für sehr junge Mädchen stattfinden, die reichlich Zulauf finden.
Die drei schaffen es, das Land zu verlassen und in Hannover zu landen, wobei Lindholm für Boris den Pass ihres Sohnes David nutzt. Jans Unterlagen sind vollständig wieder da, und sein Artikel befindet sich im Redaktionsserver. Er überlässt Charlotte einen Laptop, den er aus einem Büro während des Model-Wettbewerbs mitgenommen hat. Prinz und Bitomsky nehmen die Kommissarin am Flughafen in Empfang. Auch Larissa Pantschuk ist da und schließt ihr Kind glücklich in die Arme. Bitomsky informiert Lindholm, dass Interpol eingeschaltet sei und dass er alle Verstöße, die sie begangen habe, auf seine Kappe genommen habe. Auf dem Laptop, den Jan Liebermann Charlotte überlassen hat, befinden sich alle Transaktionen der letzten 12 Monate. Damit kann Koschnik Menschenhandel und Zwangsprostitution in 52 Fällen nachgewiesen werden. Lindholm verweist auf eine Bestellung von Anfang März, wo zehn Frauen für 18.000 Euro für eine Party am 6. März in Hannover geordert worden seien. Es gelingt der Kommissarin, Koschnik so zu reizen, dass er die Kontrolle verliert und sie mit unflätigen Worten belegt, um dann hervorzustoßen, dass die Mädchen doch nach dieser Party nicht mehr brauchbar gewesen seien und Littchen sie deshalb entsorgen sollte. Als Lindholm ihn abführen lässt, droht er ihr noch, dass sie aufpassen solle, dass sich ihr Sohn nicht mal verlaufe. Larissa macht ihre Aussage und identifiziert Corneley, Bohrmeister und Rühmkopf. Auf Lindholms Nachfrage erklärt sie, dass Claussen nicht dabei gewesen sei und Kaiser nur ganz am Anfang. Er sei schon bald wieder gegangen. Die drei Männer werden wegen unterlassener Hilfeleistung und gemeinschaftlichen Totschlags festgenommen.
Jan Liebermann klingelt bei Kaiser und zeigt ihm seinen Artikel über ihn, der am nächsten Tag erscheinen werde. Kaiser will anderentags mit seiner Frau und seinen Töchtern erst einmal einige Tage in Urlaub fahren. Prinz sagt ihm jedoch, dass er sich wohl einen neuen Rechtsbeistand suche müsse, da bei seinem Anwalt Claussen eine Interessenkollision vorliege und gegen ihn ein Verfahren wegen Mandantenverrats anhängig sei. Lindholm meint zudem zu Kaiser, dass er hoffentlich in dieser Stadt kein Bein mehr auf die Erde bekommen werde und wenn er es versuchen würde, würde sie ihn kriegen. Außerdem sei sie gespannt, wie er es seinen Töchtern erklären werde. Als die Kommissarin später mit Sohn und Mutter in ihrer Wohnung ist, fahren draußen mehrere Mitglieder eines Rockerclubs mit ihren Motorrädern vorbei.

### Lindholms Privatleben
In dieser Folge wird auch die private Beziehung der Kommissarin Charlotte Lindholm zu Jan Liebermann näher thematisiert und spielt eine Rolle für die Ermittlungen. So erfährt die Kommissarin bei einem Gespräch, das sie mit zwei Kollegen abhört, dass Katharina Brasun, Jans Freundin vor Charlotte, und Jan zusammen in Afrika gearbeitet haben, und dass Katharina Jans ganz große Liebe war. Sie wurde vor seinen Augen hinterrücks heimtückisch und eiskalt erschossen. Katharina war zu diesem Zeitpunkt schwanger. Auf der Rückfahrt zum Flughafen in Belarus teilt Charlotte Jan mit, dass sie immer gedacht habe, dass Jan und sie es schaffen würden; sie habe es versucht, aber es ginge nicht mehr. Sie habe geglaubt, er brauche mehr Zeit und dann würde alles gut. Kurz nach der Ankunft auf dem Flughafen in Hannover nimmt Jan traurig Abschied von Charlotte und meint, dass er gern der Richtige für sie und David gewesen wäre.

## Hintergrund
Die Dreharbeiten für die Doppelfolge begannen am 30. März 2012 und dauerten bis zum 11. Juni 2012. Beim „Auenschlösschen“ als Schauplatz des Verbrechens handelt es sich um die Villa Herzfeld in Potsdam. Zur Doppelfolge wurden die Folgen Tatort 853 und 854 Wegwerfmädchen und Das goldene Band.
Cathrin Schauer vom Verein KARO e. V. in Plauen äußerte im Anschluss an die Ausstrahlung des Krimis in Günther Jauchs Polittalk, dass der Tatort der Realität entspreche. Auch der Leitende Kriminaldirektor Christian Zahel vom Landeskriminalamt Niedersachsen äußerte sich ähnlich. Die Journalistin Alice Schwarzer, die ebenfalls in der Sendung zu Gast war, meinte, dass Deutschland seit der Gesetzesänderung 2002 auf Initiative der Grünen als Drehscheibe des Frauenhandels in Europa gelte.
Maria Furtwängler unterzeichnete im Herbst 2013 als eine der Ersten den von Alice Schwarzer und der von ihr herausgegebenen Zeitschrift Emma initiierten Appell gegen Prostitution.

## Rezeption

### Einschaltquoten
Die Erstausstrahlung dieser Folge am 16. Dezember 2012 wurde von 11,02 Millionen Menschen gesehen, was einem Marktanteil von 29,9 Prozent entspricht. Das goldene Band konnte damit die vorhergehende Folge Wegwerfmädchen noch leicht überholen und ist somit die bisher erfolgreichste Tatort-Folge mit Charlotte Lindholm.
In Österreich sahen 790.000 Menschen diese Krimifortsetzung von Wegwerfmädchen.

### Kritik
Holger Gertz von der Süddeutschen findet, dass die „‚Tatort‘-Doppelfolge angemessen kühl inszeniert“ sei – „und das Thema“ die Länge trage […] „und die Erzählung kaum mit Pathos zugekleistert“ werde Christian Sieben von RP Online zieht ein „ambivalentes Fazit: Einerseits: Kurzweilig, provokant, ungewöhnlich. Andererseits: klischeebeladen, abenteuerlich und diffamierend.“ Die BZ Berlin fragt, ob es in Deutschland so zugehe und meint, dass „die Story sehr gut konstruiert“ sei und […] „jedes Steinchen hier aufs andere passe.“ […] „Die Doppelfolge“ sei „ein spannender Krimi, bei dem sich der Zuschauer“ freue, „wenn er hin und wieder eine deutliche Anspielung auf die Realität“ entdecke. TV Spielfilm schrieb zum Film: „Auch hier ist Furtwängler die spröde Fahnderin, die keinem Rechenschaft zu schulden glaubt. Diese Episode führt den ‚Tatort: Wegwerfmädchen‘ fort: erschütternd und mutmaßlich realitätsnah. Wenn auch der Verlauf des Falls (in Belarus) dramaturgisch mit heißer Nadel gestrickt und vordergründig auf Spannung gebürstet ist.“ Die Welt stellt fest: „Mit Ausnahme des allzu flüchtig inszenierten Schlusses, einem wenig realistischen Trip der Kommissarin Lindholm nach Belarus, ist der zweite Teil dieses Hannover-Krimis (Titel: ‚Das goldene Band‘) noch fesselnder als der ebenfalls schon spannende erste Teil.“